# Вурмберг
Вурмберг (њем. Wurmberg) општина је у њемачкој савезној држави Баден-Виртемберг. Једно је од 28 општинских средишта округа Енцкрајс. Према процјени из 2010. у општини је живјело 2.932 становника. Посједује регионалну шифру (AGS) 8236068.

## Географски и демографски подаци
Вурмберг се налази у савезној држави Баден-Виртемберг у округу Енцкрајс. Општина се налази на надморској висини од 450 метара. Површина општине износи 7,4 km². У самом мјесту је, према процјени из 2010. године, живјело 2.932 становника. Просјечна густина становништва износи 399 становника/km².

## Међународна сарадња
| Мјесто     | Држава     | Врста сарадње | Од    |
| ---------- | ---------- | ------------- | ----- |
| Бајерентал | Француска  | контакт       | 1992. |
|            | Швајцарска | контакт       | 1992. |
| Фрајштриц  | Аустрија   | контакт       | 1992. |
| Извор      |            |               |       |